# University of Guam
University of Guam (på chamorro: Unibetsedåt Guåhan) är ett universitet i Guam (USA). Det ligger i kommunen Mangilao, i den centrala delen av Guam, 8 km sydost om huvudstaden Hagåtña. 
Universitetet grundades år 1952 som högskola under namnet Territorial College of Guam. Det ursprungliga syftet var att utbilda lärare tillsammans med samarbete med Ohio State University. Det nuvarande campuset blev färdig år 1960 och det blev genast högskoleutbildningens största centret i hela Mikronesien. De första kandidatexamina beviljades år 1962 och ett år senare fick högskolan bred autonomi från USA:s undervisningsdepartement. År 1968 blev högskolan officiellt ett universitet.
I hösten 2022 hade universitetet 2669 studenter. År 2023 började Anita Borja Enriquez som universitetets rektor.
Universitet delas administrativt till sex fakulteter:
- humanistisk och samhällsvetenskaplig fakultet
- naturvetenskaplig och tillämpande vetenskapers fakultet
- ekonomisk och förvaltningsvetenskaplig fakultet
- pedagogisk fakultet
- teknisk fakultet
- Margaret Perez Hattori-Uchimans hälsovetenskaplig fakultet

Universitetets terminsavgifter beror på om studenten är från Guam (6110 $) eller utanför det (11 414 $).